# Manicheïsme
Het manicheïsme was een gnostische religie en een stroming binnen het christendom, waarin de verwerving van gnosis het kernthema was. De grondlegger was Mani (216-276). Het ontstond korte tijd na andere religieuze bewegingen waarin gnosis ook het kernthema was, zoals de gnostiek, hermetisme en min of meer gelijktijdig met het mandeïsme.
Gnosis (γνῶσις) is het Griekse woord voor kennis. In de context van dit artikel is de essentie daarvan het verwerven van het inzicht in de oorsprong, huidige situatie en de bestemming van de mens. Het centrale thema is dat de mens afkomstig is uit een goddelijke wereld en in zijn aardse situatie een goddelijke kern in zich heeft die afkomstig is uit die wereld. Die kern is verstrikt geraakt in de materie of in het kwaad in de stoffelijke wereld. Demonische krachten, soms ook geïnterpreteerd als hartstochten of het noodlot, trachten die kern gevangen te houden in zijn lichamelijk omhulsel. Wie de werkelijke situatie kent en dus ook weet heeft van zijn goddelijke kern en van de mogelijkheid tot terugkeer naar de goddelijke wereld heeft gnosis. Mani heeft meerdere invloeden in zijn leer verwerkt, maar in de eenentwintigste eeuw is er consensus op het vakgebied dat de belangrijkste wortels van het manicheïsme in een gnostisch type christendom en de christelijke gnosis liggen.
In het manicheïsme wordt uitgegaan van twee reeds voor de schepping van de kosmos aanwezige van elkaar onafhankelijke en ongeschapen principes; het goede en het kwade. In de manichese mythe worden die principes verbeeld als een rijk van het Licht en het Goede waar God de Vader heerst en een rijk van de Duisternis. Beide rijken voerden al in een oertijd, voor het bestaan van de kosmos, een strijd. In een tweede periode werd de kosmos gecreëerd uit zowel licht als duisternis. Ook de materiële wereld met zijn planten, dieren en mensen is uit deze delen samengesteld. In de op deze wereld voortgezette strijd is het de opgave van manicheeërs zoveel mogelijk van het licht (het goede) te bevrijden uit de duisternis (het kwade).
Het manicheïsme was een sterk op missie gerichte religie. Reeds tijdens het leven van Mani werden vanuit Perzië missiereizen ondernomen. In de vierde eeuw waren in vrijwel alle gebieden rond de Middellandse Zee, alsmede in enkele delen van Centraal-Azië manichese gemeenschappen aanwezig. De eerste aanwezigheid van manicheïsme in China dateert van eind zevende eeuw. Als gevolg van de effecten van vervolgingen in het Romeinse rijk was het manicheïsme in het westen begin zevende eeuw verdwenen. In China wist het zich tot begin zeventiende eeuw te handhaven.

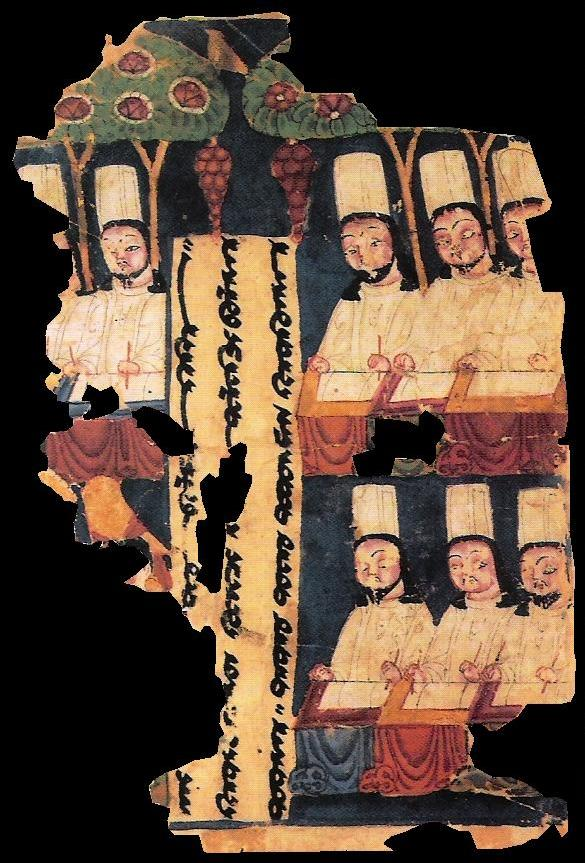
Manichese uitverkorenen aan schrijftafels. Sogdisch manuscript uit het koninkrijk Qocho in het Tarimbekken.

## Mani
Mani werd geboren nabij Ctesiphon in het zuiden van Mesopotamië. Het gebied maakte in die tijd deel uit van het Parthische Rijk. Zijn vader had de naam Pattìg of Pattèg. Berichten over zijn moeder Miryam dat deze nauwe banden had of gerelateerd was aan de toen heersende dynastie van de Arsaciden zijn later verzonnen verhalen. Mani groeide op in een milieu van joods-christelijke baptistische groeperingen. In de Keulse Mani-Codex, een geschrift uit eind vierde of begin vijfde eeuw, wordt vermeld dat hij zijn jeugd doorbracht bij een van die groeperingen, de Elchasaieten. Dit soort groeperingen voerde dagelijks wassingen uit van hun lichaam en voedsel, hield zich streng aan de voorschriften van de sjabbat maar beschouwde Jezus ook als hun verlosser. Zij waren vegetariërs en aten alleen voedsel dat zij zelf verbouwden.
Deze groeperingen geloofden ook in herhaalde reïncarnaties van Christus. Het latere idee in het manicheïsme van verschillende en herhaalde manifestaties van de Apostel van het Licht zou Mani aan deze notie ontleend hebben. Al tijdens zijn jeugd ontving hij openbaringen. Een bijzondere openbaring ontving Mani op de leeftijd van vijfentwintig jaar van wat zijn Gezel of Hemelse Tweeling wordt genoemd. Het is bekend in eerdere gnostische literatuur als syzygos, een hemelse paargenoot. In de Keulse Mani-Codex wordt die openbaring verwoord als onder meer
 Mijn Gezel onthulde mij vanwaar ik kom
 en wie ik ben en wat mijn lichaam is
 en hoe ik gekomen ben en hoe mijn komst in de wereld zich voltrok
 en wat mijn plaats is onder hen die bij uitstek het stempel der uitnemendheid dragen
 [….]
Zo hoorde ik de onuitsprekelijke geheimenissen en gedachten
 en overvloedige ontfermingen van mijn Vader
 en ook over mij zelf, wie ik ben
 en wie toch wel de Gezel is, die onafscheidelijk van mij is
 [...]
 Hij toonde mij alles
Vanaf dat moment beschouwde Mani zich als de parakleet uit het Evangelie van Johannes. In het manicheïsme is Mani naast de parakleet ook de nieuwe Jezus Christus. In zijn eigen  Levende (of: Grote) Evangelie wordt dat verwoord als
 Ik, Mani, apostel van Jezus Christus
 door de wil van God de Vader der Waarheid
 uit Wie ik geboren ben
 [….]
 Uit Hem ben ik ontstaan en ik ben uit Zijn wil 
 En uit Hem is al de Waarheid mij geopenbaard 
 En ik ben uit Zijn Waarheid 
 Wat Hij onthuld heeft, heb ik aanschouwd als de eeuwige Waarheid
Kort daarna brak Mani met de groepering waar hij opgroeide en begon hij met zijn missiereizen. Dat was eerst alleen in Perzië. In 241 zond hij een aantal volgelingen van hem als missionaris naar de westelijke delen van het Romeinse rijk. Mani reisde naar India en preekte in vooral de westelijke delen van de Indusvallei. De Parthische dynastie was inmiddels opgevolgd door die van de Sassaniden. Na de troonsbestijging van Sjapoer I keerde hij naar Babylonië terug. Ook bij zijn opvolger Hormazd I kreeg Mani volop gelegenheid zijn overtuiging te verspreiden en de organisatie van de manichese kerk uit te bouwen. Deze welwillende houding van de dynastie van de Sassaniden verdween in het begin van de regeerperiode van Bahram I. Kardèr, de hogepriester van het zoroastrisme, meende dat zijn positie aan het hof werd bedreigd. Hij overtuigde de koning dat het noodzakelijk was om actie tegen Mani te ondernemen. Mani werd gevangen genomen, gemarteld en overleed. In een aantal manichese bronnen werd hij gekruisigd.

## Bronnen

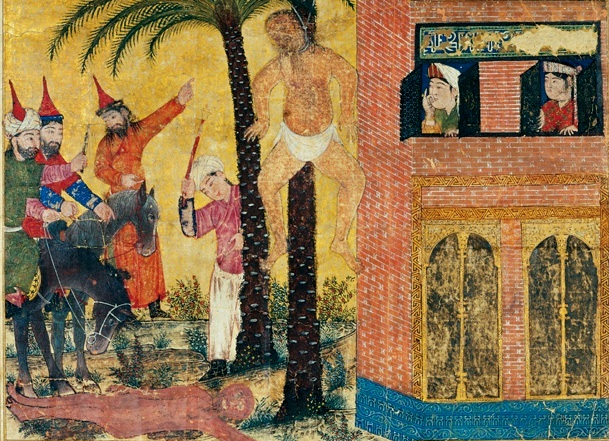
De executie van Mani. Illustratie uit de Sjahnama, het nationale epos van Perzië.

### Chinese en Centraal-Aziatische vondsten

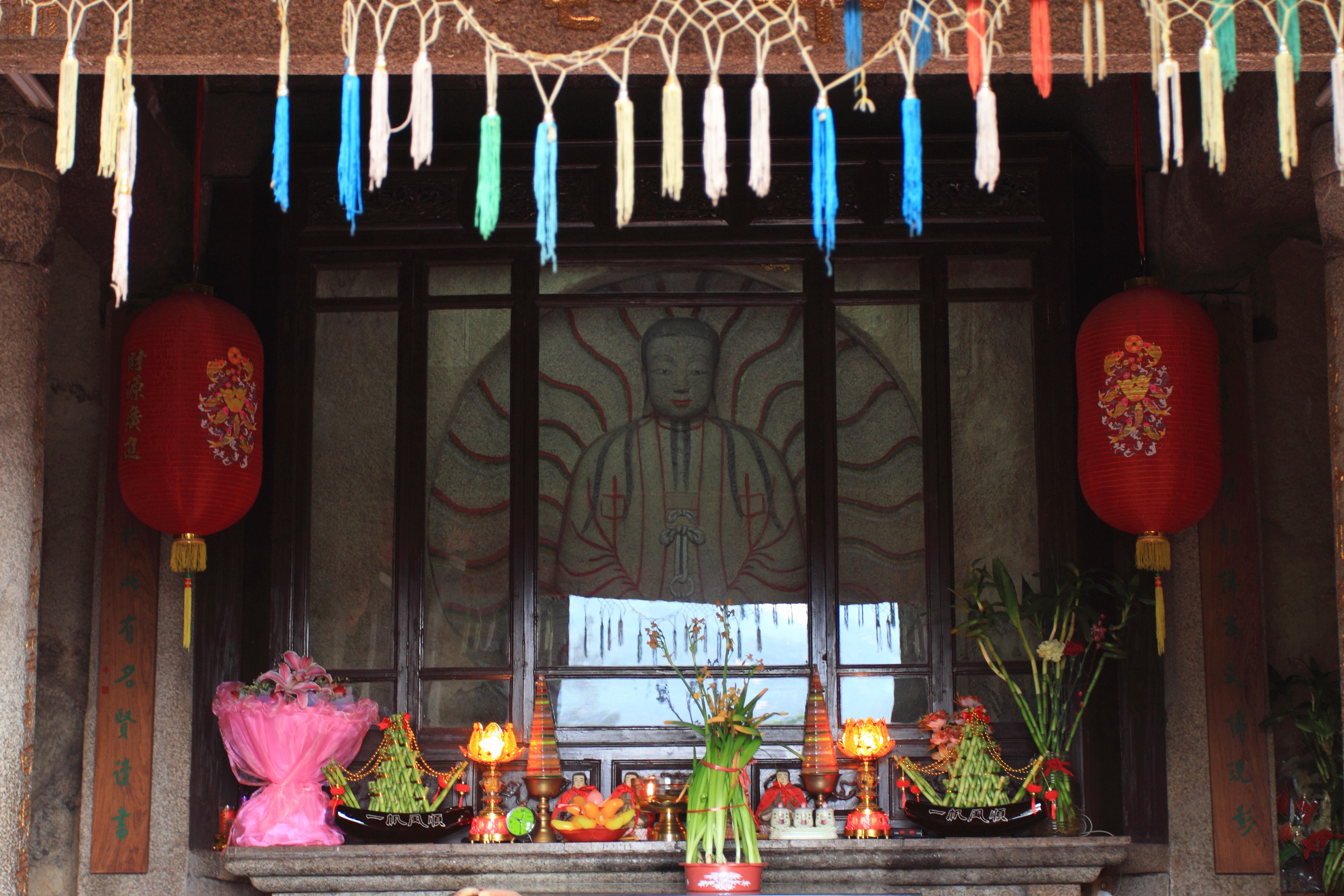
Uit een rots gehouwen standbeeld van Mani, de Boeddha van het Licht in het tempelcomplex in Jinjiang.

Tussen 1904 en 1914 onderzochten Duitse archeologen onder leiding van onder meer Albert Grünwedel de restanten van een aantal manichese kloosters nabij Turpan in de huidige Chinese provincie Xinjiang. Daarbij werden duizenden fragmenten gevonden van beschadigde manichese teksten. Aurel Stein en daarna Paul Pelliot ontdekten in 1908 en 1909 een aantal manichese teksten als onderdeel van de vondst van de manuscripten van Dunhuang. Die manichese teksten waren in diverse talen, zoals Chinees, Parthisch, Sogdisch, Oud-Turks en Tochaars.
In de provincie Fujian is nog een stele met een manichese inscriptie uit de periode 1316-1369 in het Chinees aanwezig. Een inscriptie met dezelfde tekst is ook aanwezig in een manichees tempelcomplex in Jinjiang in dezelfde provincie. Het complex heeft een beeld van Mani, de Boeddha van het Licht. Het is het enige manichese tempelcomplex dat redelijk intact is gebleven. In de directe omgeving zijn een aantal manichese grafstenen. Het geeft aan dat het manicheïsme tot in de veertiende eeuw in het uiterste zuidoosten van China nog aanwezig was.

### Griekse en Latijnse teksten
Een deel van een codex die nu de naam heeft van de Tebessa-Codex werd in 1917 ontdekt in een grot nabij Tebessa in Algerije. Het is een Latijnse tekst uit de vijfde eeuw die twee delen bevat. Het eerste deel handelt over de verhouding tussen de uitverkorenen en toehoorders in de manichese kerk. In het tweede deel wordt de ethiek van het niet werken door de uitverkorenen verdedigd.
In 1970 werd bekendgemaakt dat een aantal onderzoekers met succes de tekst van een codex, die aangekocht was door de universiteit van Keulen, had weten te reconstrueren en vertalen. De Keulse Mani-Codex dateert van eind vierde of begin vijfde eeuw en bevat Griekse vertalingen van oorspronkelijk Syrische teksten. De tekst is een bloemlezing met citaten uit het werk van enkele vroege discipelen van Mani, die door een eindredacteur in relatie worden gebracht met een aantal autobiografische verklaringen van Mani. De teksten geven inzicht in de jeugd van Mani, het milieu van joods-christelijke baptistische groeperingen waarin hij opgroeide en zijn eerste missiereizen

### Koptische teksten
In 1928 werden zeven codices gevonden nabij Medinet Madi in de Egyptische regio El-Fajoem. In de jaren daarna werden die aangekocht door de Amerikaanse verzamelaar Chester Beatty. De verzameling viel daarna weer uiteen. Twee codices en een deel van twee andere bevinden zich in Dublin. De andere delen van de laatste twee codices bevinden zich met drie andere volledige codices in Berlijn. Delen van de overige codices bevinden zich in Wenen en Warschau. De teksten omvatten een boek van Psalmen, een boek dat een exegese geeft van het verloren Het Levende (of: Grote) Evangelie van Mani, een boek met homilieën, een boek over de Pragmateia en twee boeken over de Kephalaia (Principes ).
In 1990 werd bij Kellis in de Dakhlaoase een aantal teksten gevonden. Daaronder zijn Syrisch-Griekse woordenlijsten, manichese liturgische teksten, psalmen en een groot aantal persoonlijke brieven die inzicht geven in de levensstijl van manicheeërs uit de vierde eeuw in dit gebied.

## Onderzoek en invloeden

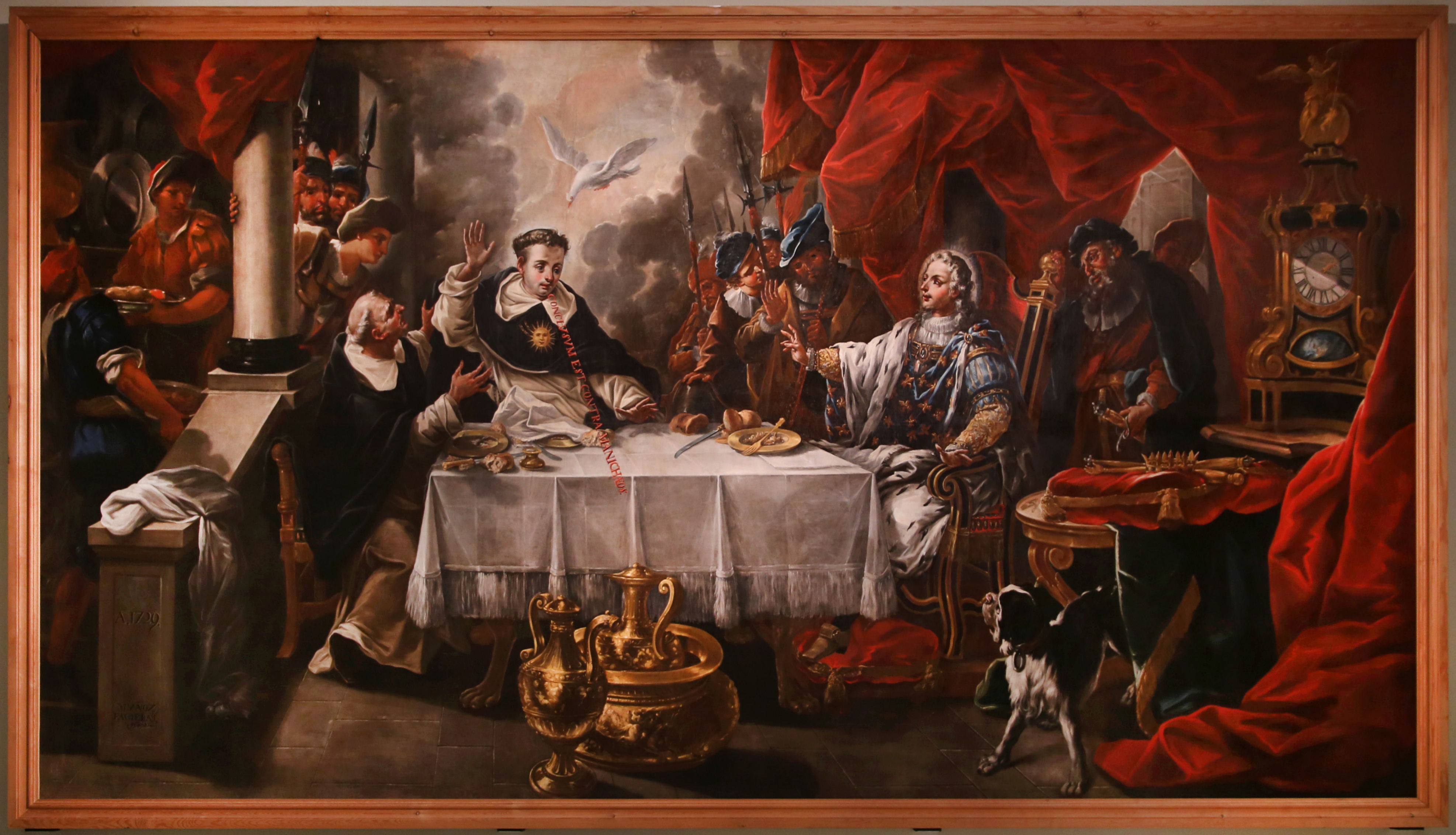
Schilderij van Evaristo Nuñoz Estarlich, waarop Thomas van Aquino zich aan tafel bij koning Lodewijk uitspreekt tegen het Manicheïsme, 1729.

In Europa werd manicheïsme gedurende de middeleeuwen gezien als een vorm van christelijke ketterij. Personen die meningen uitten, die afweken van de leer van het rooms-katholicisme werden betiteld als manicheeër, ook als die opinies niets met manicheïsme te maken hadden. Nog in de zestiende eeuw kregen in de periode van de reformatie protestanten, zoals Maarten Luther, van onder meer Erasmus het etiket manicheeër.

### Onderzoek
Het gevolg was dat juist in protestantse kringen het manicheïsme voor het eerst onderwerp werd van studies. Tot begin twintigste eeuw waren het vrijwel uitsluitend protestantse theologen die over het manicheïsme publiceerden. In 1578 publiceerde Cyriacus Spangenberg het Historia Manichaeorum. In 1700 verscheen het Unparteyische Kirchen- und Ketzer-Historie van Gottfried Arnold. Een deel van het boek bestond uit beschrijvingen van de 'martelingen en andere wreedheden' waarvan manicheeërs het slachtoffer waren geworden als gevolg van optreden van de katholieke kerk.

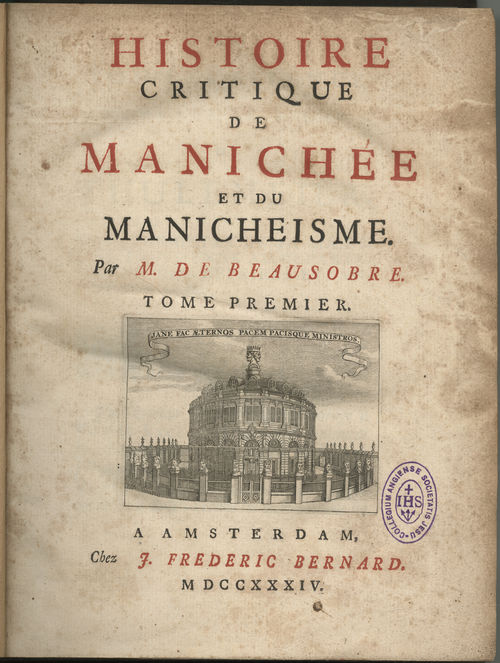
Voorblad van de eerste uitgave van Histoire critique de Manichée et du Manichéisme.

De eerste wetenschappelijke studie was van Isaac de Beausobre en verscheen in 1734 in Amsterdam als Histoire critique de Manichée et du Manichéisme. De Beausobre was een hugenoot en ook hij had het motief de protestantse zaak te verdedigen. Hij vergeleek de reformatie en de breuk met de katholieke kerk met het verzet van de manichese beweging tegen een orthodox christendom. De Beausobre was echter ook de eerste auteur die de toen beschikbare bronnen op kritische en systematische wijze onderzocht. Hij wist aan te tonen, dat het grootste deel wat over manicheïsme in de Acta Archelai gemeld werd onmogelijk juist kon zijn. Hij was de eerste die joodse invloeden op het manicheïsme beschreef op basis van het door hem aangetoonde verband tussen Het Boek van de Reuzen en het Eerste boek van Henoch. Alle daarna volgende serieuze studies namen zijn werk als basis.
In 1831 publiceerde Ferdinand Christian Baur Das manichäische Religionssystem nach den Quellen neu untersucht und entwickelt. Baur was de eerste die expliciet stelling nam tegen het beschouwen van het manicheïsme als een christelijke ketterij en beschreef dit als een zelfstandige religie met een eigen ontstaansgeschiedenis. Hij was zich bewust van de meerdere invloeden die het manicheïsme ook verwerkt heeft. Hij kwam tot de conclusie dat de belangrijkste wortels van het manicheïsme in het Perzische zoroastrisme lagen. Baur was de eerste die op basis van onderzoek van bronnen over onder meer Simon Magus een relatie legde met de gnostiek.

### Invloeden
De opinie van Baur over de relatie met het zoroastrisme bleef lang de overheersende opvatting. Men zag het manicheïsme vooral als deel van de religieuze geschiedenis van Perzië. Die opvatting leek voor een belangrijk deel ook te worden bevestigd door de vondsten in Centraal-Azië in begin twintigste eeuw.
De ontdekking van Koptische teksten in 1928 heeft tot een gewijzigd standpunt geleid. De wortels van het manicheïsme liggen in de eerste plaats in een gnostisch type christendom en de christelijke gnosis. Het manicheïsme was een van de meerdere gnostische stromingen binnen de grote veelvormigheid die het christendom in de eerste eeuwen na Christus kenmerkte. Dat standpunt werd overtuigend bevestigd door de ontdekking van de Keulse Mani-codex in 1969.
Veel elementen in de leer van Mani kunnen nu geïnterpreteerd worden vanuit het milieu van joods-christelijke baptistische groeperingen waarin hij opgroeide. Dat sluit niet uit dat andere elementen, zoals zijn indeling van de wereldgeschiedenis in drie perioden ontleend kunnen zijn aan Iraanse religieuze noties, zoals het zoroastrisme. Een aantal auteurs op het vakgebied hanteert de aanname, dat de opvatting van Mani dat ook mensen kunnen reïncarneren, ontleend zou kunnen zijn aan het boeddhisme. Mani kan dat echter ook ontleend hebben aan eerdere gnostische bewegingen waarin die notie ook een rol speelde. Op het vakgebied van de eenentwintigste eeuw wordt de invloed van het boeddhisme op de oorspronkelijke doctrine van Mani marginaal geacht. Er is consensus op het vakgebied dat de hiërarchische organisatie van zijn kerk door denkbeelden van Marcion beïnvloed moet zijn en de kosmologie door de leer van Bardaisan.

## Kosmologie en gnosis in het manicheïsme

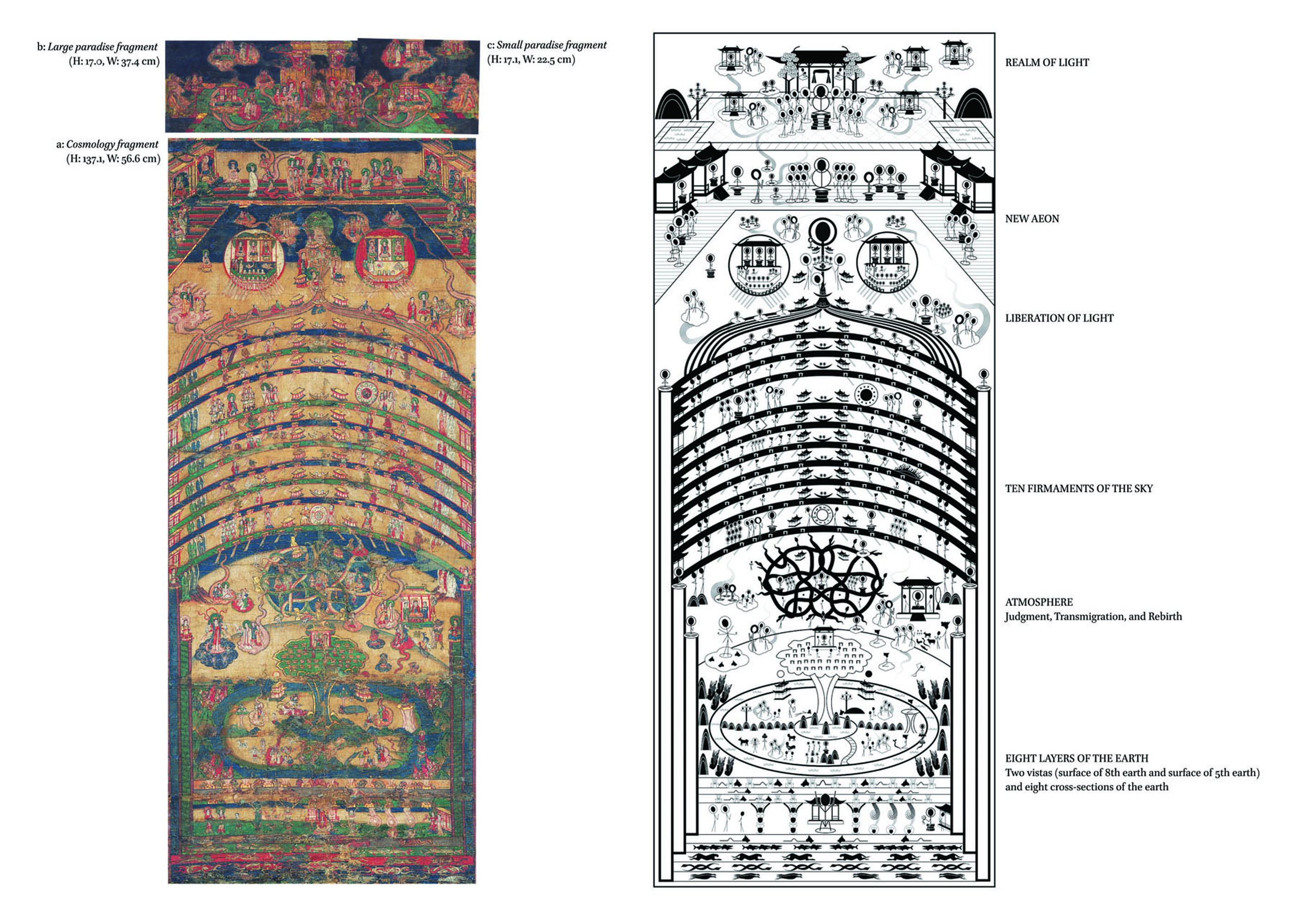
Links: Schilderij op zijde uit de periode van de Yuan-dynastie, dertiende/veertiende eeuw. Het illustreert de manichese kosmologie. Rechts: Een verduidelijking van het schilderij.

De belangrijkste vragen in het manicheïsme waren die van de oorsprong van het kwaad in de wereld en hoe dit bestreden diende te worden. Het antwoord op beide vragen werd door Mani gegeven in de door hem gecreëerde mythe en kosmologie. De manichese mythe is zeer complex en geen enkele beknopte samenvatting kan volledig recht doen aan de complexiteit daarvan. Tijdens de verspreiding van het manicheïsme over veel cultuurgebieden is de essentie echter steeds dezelfde gebleven. De mythe wordt onderverdeeld in drie kosmische perioden. De mensheid leeft nu in de tweede periode en daarin vindt de strijd tussen licht en duisternis plaats.

### De eerste periode
De meeste gnostische systemen kennen een vorm van monisme. In die systemen ligt de oorsprong van het kwaad in de goddelijke wereld zelf. Het is het gevolg van een breuk in en een val van een goddelijke kracht uit die wereld. Het manicheïsme heeft net als het mandeïsme een dualistische opvatting daarover. Het kwaad was reeds voor de schepping van de kosmos aanwezig. In die eerste of oertijd bestaan in eeuwigheid twee van elkaar onafhankelijke en ongeschapen principes: het goede en het kwade.
Er is een rijk van het Licht en het Goede waar God de Vader heerst en een rijk van de Duisternis. Het agressieve rijk van de Duisternis wenst het Licht te verslinden en onderneemt een aanval op het rijk van het Goede. Het Lichtrijk is niet ingericht op deze aanval en God de Vader moet een aantal emanaties creëren die in staat zijn de strijd aan te gaan. Met hulp van de Moeder van het Leven creëert hij de Oermens (Adam Qadmaya), ook wel Eerste Mens. Een aantal auteurs op het vakgebied interpreteren de Oermens als een eerste verschijning in de mythe van een pre-existente Christus. De Oermens werd in de strijd verslagen door de machten van het rijk van de Duisternis en gevangen genomen. Hij wordt uiteindelijk gered door Lichtwezens en kan terugkeren naar het rijk van het Goede. Zijn ziel (parthenos, anima) en daarmee een deel van het Licht bleef echter achter en werd door de duisternis verslonden.

### De tweede periode
Hierin is sprake van een voortdurende strijd tussen emanaties van het licht en de duisternis. Een deel van het licht wordt uit de duisternis bevrijd door steeds reïncarnerende Jezus-gestaltes. De duisternis slaagt er echter in een deel van het licht gevangen te houden. De heerser van het Licht brengt een aantal andere emanaties voort. Een daarvan is de Levende Geest. Met het doel het licht te redden creëert de Levende Geest de kosmos, die bestaat uit een mengsel van licht en duisternis. Op die wijze zouden de lichtdeeltjes van de gevangen ziel van de Oermens geleidelijk terug kunnen worden geleid naar hun plaats van oorsprong. De zon en de maan bestaan geheel uit zuivere lichtdeeltjes. De planeten en de sterren zijn echter gemaakt uit materiaal dat vervuild is met delen van de duisternis. Deze schepping is het resultaat van een goddelijke gestalte uit het rijk van het Licht en niet zoals in andere gnostische systemen van een kwaadaardige demiurg. Om het proces van verlossing verder op gang te brengen wordt een nieuwe serie emanaties gecreëerd als de Derde Gezant met zijn Lichtjonkvrouw. De Derde Gezant heeft de taak het licht dat vastgehouden wordt door de machten van de duisternis te verlossen. Dit licht zit ook in de lichamen van die machten.
De Derde Gezant maakt hiertoe gebruik van de seksuele begeerten van zowel mannelijke als vrouwelijke archonten. Het licht dat zij verslonden hebben is geconcentreerd in hun sperma en baarmoeders. Uit het sperma van de mannelijke archonten dat op aarde valt ontstaan de bomen en de planten. De vrouwelijke archonten, zwanger door hun eigen kwade natuur, laten hun foetussen op aarde vallen. Die verslinden de vruchten van de bomen die ontstaan zijn uit het sperma van de mannelijke archonten. Uit de paring van de foetussen komen de dieren voort. Al het licht dat nog niet gered is wordt op die wijze samengebracht op aarde waar het geconcentreerd wordt in planten en voor een kleiner deel in dieren.
De Derde Gezant versnelt het proces van de bevrijding van de lichtdelen door middel van de schepen van het Licht (de maan en de zon) die deze overbrengen naar een Nieuw Paradijs. Dit proces leidt tot grote verontrusting bij de machten van de duisternis. Zij trachten een deel van de lichtdeeltjes op aarde te behouden door het creëren van de eerste mensen. Een mens is in de visie van Mani een microkosmos als afbeelding van de macrokosmos. Hij bestaat uit een ziel en een lichaam die weer een mengsel zijn van het goede en het kwade. De ziel bevat een goddelijke vonk, een lichtdeel van de Oermens.
Adam en Eva hadden echter geen besef van hun goddelijke oorsprong, omdat zij de gnosis daarvan nog niet verworven hadden. Die gnosis wordt hen geopenbaard door Jezus Zonneglans die daartoe naar de aarde afdaalt. Deze openbaring is in het manicheïsme het basismodel voor alle latere openbaringen. Om de verlossing van de lichtdeeltjes verder mogelijk te maken brengt Jezus Zonneglans Nous (gedachte, intelligentie) voort en deze zendt de Apostel van het Licht uit, die gereïncarneerd zal worden in de grote religieuze leiders zoals Gautama Boeddha, Zarathustra en Jezus de Messias. Mani sluit deze rij dan af.

### De derde periode
In deze periode die in de toekomst ligt zal er een enorme strijd ontstaan tussen de krachten van het goed en het kwaad. Iedere ziel zal beoordeeld worden en degenen die daartoe gekozen worden zullen opstijgen naar de hemel en het Nieuwe Paradijs. Daarna zal de stoffelijke wereld vernietigd en gereinigd worden door een vuur dat 1468 jaar zal duren. Vrijwel alle lichtdeeltjes zullen bevrijd worden. De kwade materie en zijn verdoemde slachtoffers worden opgesloten in een bol in een put van enorme omvang die afgedekt wordt met een reusachtige steen. Op die wijze zal de definitieve scheiding tussen licht en duisternis tot in de eeuwigheid gerealiseerd zijn.

## De manichese kerk
De manichese kerk was sterk hiërarchisch georganiseerd. Het hoofd van de kerk werd na het overlijden van Mani archègos genoemd. Tot begin tiende eeuw had deze zijn zetel in Babylon en daarna in Samarkand in het huidige Oezbekistan. De wereldwijde eenheid van de kerk komt tot uitdrukking in het feit dat in de achtste eeuw een Noord-Afrikaan nog het hoofd was.
Na de archègos waren er een aantal rangen. De eerste was die van de twaalf apostelen of leraren. De tweede was die van tweeënzeventig bisschoppen en de derde waren driehonderdzestig presbyters (in deze context heeft dit meer de betekenis van ouderling dan van priester). Daarna volgden de electi, de uitverkorenen. Dat waren de heiligen, uiterlijk herkenbaar aan hun witte kleding. Zij waren de schrijvers van de boeken en geschriften, de schilders van de miniaturen en de musici bij kerkdiensten. Er zijn enkele bronnen die ook het bestaan van vrouwelijke uitverkorenen melden. Die bronnen maken alle deel uit van antimanichese literatuur waarin ook dit element dient om het manicheïsme negatief te beschrijven. In de manichese literatuur worden geen vrouwelijke uitverkorenen beschreven. De grote massa van de gelovigen behoorde tot de laagste rang en werden de auditores, de toehoorders, genoemd. In het Aramese christendom meer in het algemeen werd de term toehoorder gebruikt voor de gelovigen die pas na uitvoerig onderricht als volwaardig lid van de kerkgemeenschap werden erkend.
Het aantal van twaalf apostelen is ongetwijfeld ontleend aan de twaalf apostelen van Jezus. Het getal tweeënzeventig houdt verband met geschriften als het diatessaron van Tatianus, dat bij de manicheeërs bekend was en waarin gemeld wordt dat Jezus tweeënzeventig discipelen uitzond en waarvan voor dit deel de grondtekst afkomstig is uit het Evangelie volgens Lucas. Mani had het diatessaron als evangelietekst gebruikt. Het getal driehonderdzestig is afgeleid uit de astrologie.
Omstreeks 570 ontstond een schisma in de manichese kerk. De leidinggevende geestelijken in het gebied van Transoxanië en Sogdië braken met de moederkerk in Babylon. Het conflict had geen doctrinair karakter, maar had betrekking op verschillen in opvatting ten aanzien van het naleven van gedragsregels en de ethische code. De manicheeërs in het gebied noemden zich de Denawars en wisten hun autonomie tot begin achtste eeuw te handhaven. Omstreeks 720 werd het conflict beëindigd en was het leiderschap vanuit Babylon weer hersteld.

## Ethiek
Een mens was in de visie van Mani een microkosmos als afbeelding van de macrokosmos. Op dat niveau waren mensen dan ook instrumenten voor de bevrijding van het goddelijk licht. Er was daarvoor een strikt ascetisch leven vereist. Iedere handeling die als gevolg zou hebben dat het licht in de materie opgesloten bleef diende te worden vermeden. Dat vereiste seksuele onthouding, leven in armoede en vegetarisme. Eisen als deze waren alleen na te leven door een minderheid van de gelovigen. Die notie was dan ook de basis voor de splitsing van de geloofsgemeenschap in uitverkorenen en toehoorders.
De uitverkorenen waren gehouden aan vijf geboden. Waarachtigheid, leven in armoede, seksuele onthouding, strikt vegetarisme, reinheid van de mond en meer in het algemeen afzien van handelingen die het in de materie gevangen licht zouden kunnen beschadigen. Die voorschriften werden samengevat als de drie zegels. Het zegel van de mond bevatte een verbod op het liegen en hanteren van onfatsoenlijk taalgebruik, het drinken van alcohol en eten van vlees. De verplichting tot vegetarisme was op basis van de notie dat plantaardig materiaal meer lichtdeeltjes zou bevatten dan vlees. Die lichtdeeltjes zouden door de ontlasting van de uitverkorenen in de atmosfeer terecht komen en getransporteerd worden naar het Nieuwe Paradijs in het koninkrijk van het Licht.
Het zegel van de handen verbood de uitverkorenen iedere activiteit die zou kunnen leiden tot het beschadigen van stoffelijke objecten die lichtdeeltjes bevatten. Het zaaien, planten, oogsten en zelfs over de kleinste planten lopen kon de bevrijding van lichtdeeltjes verhinderen. Het bereiden van een vegetarische maaltijd kon tot gevolg hebben dat de lichtdeeltjes toch beschadigd werden. De uitverkorenen konden die dan ook zelf niet bereiden en die taak werd door de toehoorders gedaan, die een vorm van vergeving voor het uitvoeren daarvan ontvingen. De uitverkorenen konden ook niet baden, omdat water vervuild kon zijn met lichaamsstoffen.
Het zegel van de schoot richtte zich vooral op het zich onthouden van iedere seksuele activiteit. Het proces van seksuele gemeenschap en geboorte werd gerelateerd aan de door de archonten gecreëerde stoffelijke natuur van de eerste mensen om lichtdeeltjes daarin gevangen te houden.
Ook voor de toehoorders golden een aantal verboden. Dat waren bepalingen ten aanzien van liegen, valselijk beschuldigen, doden, stelen, onkuis leven en zwarte magie. Zij konden verder trouwen, kinderen verwekken en andere normale activiteiten uitvoeren. Hun voornaamste taak in een manichese gemeenschap wordt in de teksten aangeduid met het woord ruwãnãgãn, zielen- dienst. Het heeft de betekenis van het zoveel mogelijk ondersteunen van de uitverkorenen. Alleen de zielen van de uitverkorenen zouden na hun overlijden getransporteerd worden naar het koninkrijk van het Licht. De verleende zielen-dienst was voor de toehoorders echter van wezenlijk belang, omdat zij hierdoor zelf ook een proces van reiniging ondergingen en via een reeks van incarnaties ook een uitverkorene werden en uiteindelijk verlost zouden worden.

## Manicheïsme en de christelijke canon
Manicheeërs beschouwden zich als christenen. In ieder geval de uitverkorenen van hen beschouwden zich ook als betere christenen dan diegenen die tot de katholieke kerk behoorden. In het debat tussen Augustinus en de manichese bisschop Felix in 404 spreekt de laatste over katholieken als semi-christenen. Meer in het algemeen was er bij de hiërarchie van het gnostische christendom een tendens zich in intellectueel opzicht superieur te achten aan niet-gnostische christenen. Het manicheïsme verwierp het Oude Testament. De manicheeërs verweten de katholieken dat zij zonder enig kritisch onderzoek de bijbel hanteerden en het joodse bijgeloof van het Oude Testament niet gescheiden hadden van de waarheid die Christus had gebracht. Voor hen waren het Oude en het Nieuwe Testament volstrekt tegenstrijdig.
Vaak spitsten de debatten zich toe op het scheppingsverhaal in het Bijbelboek Genesis. In het Romeinse rijk verschenen manichese predikers op drukke plaatsen als markten en badhuizen. Zij trachtten de aanwezigen aan te tonen hoe kritiekloos het katholicisme en hoe irrationeel het scheppingsverhaal uit het Oude Testament was. Dat werd onder meer geïllustreerd met vragen als In welk begin maakte God hemel en aarde?, Hoe kan God hemel en aarde maken als er al van aarde sprake was?, Was God in duisternis voordat er licht werd gemaakt?, Waar kwam die duisternis dan vandaan?, Waarom moest God rusten?, Hoe kan de mens gemaakt zijn naar Gods beeld?.

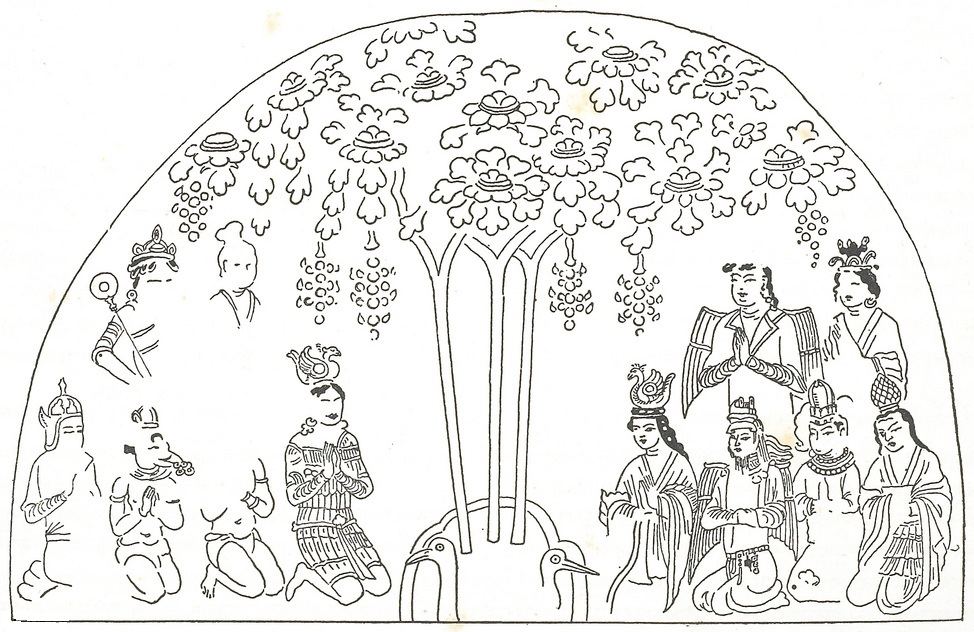
Afbeelding van de Boom van het Leven, een manifestatie van het Goede. In de manichese literatuur is er ook een Boom van de Dood.

Ook van het Nieuwe Testament werden delen verworpen. In het manicheïsme is sprake van meerdere en verschillende manifestaties van Jezus. Voor wat betreft de historische Jezus van Nazareth had het manicheïsme de opvatting dat bij de kruisigingsdood de goddelijke Christus de mens Jezus voor de dood aan het kruis had verlaten. Jezus was slechts een lichamelijk omhulsel. Manicheeërs geloofden ook niet in de geboorte van Jezus uit een vrouw. De gedachte dat de Zoon van God in een baarmoeder zou zijn ontstaan werd door hen als godslasterlijk beschouwd. De essentie van hun versie van het Nieuwe Testament bestond uit door hen wel geaccepteerde delen van de evangeliën en de brieven van Paulus.
Die delen werden geselecteerd om manichese overtuigingen duidelijk te maken. De meest populaire passages waren de teksten in het Evangelie volgens Matteüs en dat van Lucas over de twee bomen. Zo brengt iedere goede boom goede vruchten voort, maar de slechte boom brengt slechte vruchten voort. Een goede boom kan geen slechte vruchten dragen, of een slechte boom goede vruchten dragen. Iedere boom, die geen goede vrucht voortbrengt, wordt uitgehouwen en in het vuur geworpen. Zo zult gij hen dan aan hun vruchten kennen (Matteüs 7:17-20). Er wordt in de manichese literatuur honderden malen het beeld van de twee bomen beschreven om de leer van de twee naturen van kwaad en goed te verduidelijken.
Manicheeërs beschikten verder over een aantal apocriefe handelingen van de apostelen, de Handelingen van Andreas, Handelingen van Johannes, Handelingen van Paulus, Handelingen van Petrus en Handelingen van Thomas. In de literatuur is verder sprake van een aantal apocriefe evangeliën die door manicheeërs werden gelezen. Het Evangelie van Eva, Evangelie van Petrus, Evangelie volgens Filippus, Evangelie van Bartolomeüs, Evangelie van de twaalf Apostelen.
De manichese canon bestond echter in de eerste plaats uit de geschriften van Mani zelf.

## De missie en verspreiding van het manicheïsme
In de beslissende openbaring aan Mani had zijn Hemelse Tweeling hem ook de opdracht gegeven de ontvangen boodschap te verspreiden. Het manicheïsme had dan ook een sterke missiedrang. In de Kephalaia had Mani geschreven:
 Jezus vestigde zijn kerk in het westen. Die kerk bereikte het oosten niet. Boeddha vestigde zijn kerk in het oosten en bereikte het westen niet. Maar ik heb maatregelen genomen dat mijn boodschap zowel het oosten als het westen zal bereiken. Mijn boodschap zal gepredikt worden in iedere taal en in iedere stad. Dit is het eerste punt waarom mijn kerk superieur is aan alle kerken hiervoor, omdat die alleen gekozen hadden voor specifieke gebieden en steden.
Nog in de derde eeuw was het al aanwezig in Egypte en Noord-Afrika. De eerste aanwezigheid van manichese gemeenschappen aan de kust van Oman dateert eveneens van de derde eeuw. In de eerste decennia van de vierde eeuw waren er manichese gemeenschappen in delen van Spanje, Zuid-Frankrijk, Italië, de kust van Dalmatië en in het oosten van het Romeinse rijk. De missie in de richting van Centraal-Azië bereikte Transoxanië en Sogdië aan het eind van de derde eeuw. De Arabische verovering van Perzië (640- 675) maakte aanvankelijk een eind aan de vervolgingen daar. Onder het regime van Abassiden vonden in de tweede helft van de achtste eeuw opnieuw vervolgingen plaats. Het gevolg was een nieuwe uitstroom van gelovigen naar Centraal-Azië. Begin zevende eeuw was het manicheïsme in Europa en Afrika geheel verdwenen. Sogdië werd het nieuwe kerngebied van het nog aanwezige manicheïsme. Manichese, vooral Sogdische, handelaren brachten het geloof verder over de zijderoute.
Ook uitverkorenen gingen op missiereizen. De ambulante levensstijl van die uitverkorenen was een ethisch dilemma, waar ook verschillend over werd gedacht. Het voortdurend betreden van de grond bracht bij reizen over lange afstanden onontkoombaar schade toe aan de in planten en gewassen aanwezige lichtdeeltjes. Dit dilemma wordt uitvoerig aan de orde gesteld in meerdere manichese geschriften. De Kephalaia vermeldt dat reizen met dit doel slechts ogenschijnlijk botst met het gebod om zo min mogelijk schade aan lichtdeeltjes toe te brengen. De missie wordt immers uitgevoerd in opdracht van God. In een andere - Sogdische - tekst, de Xwāstwānīft, wordt echter uitdrukkelijk vergeving gevraagd voor het met dit doel betreden van de grond.
Een manichese uitverkorene werd in 692 aan het Chinese hof ontvangen en in 732 werd een keizerlijk edict uitgevaardigd, dat aan buitenlanders toestemming gaf om de religie in China te belijden. Het edict verbood pogingen Chinezen tot het manicheïsme te bekeren.

### In Centraal-Azië en China

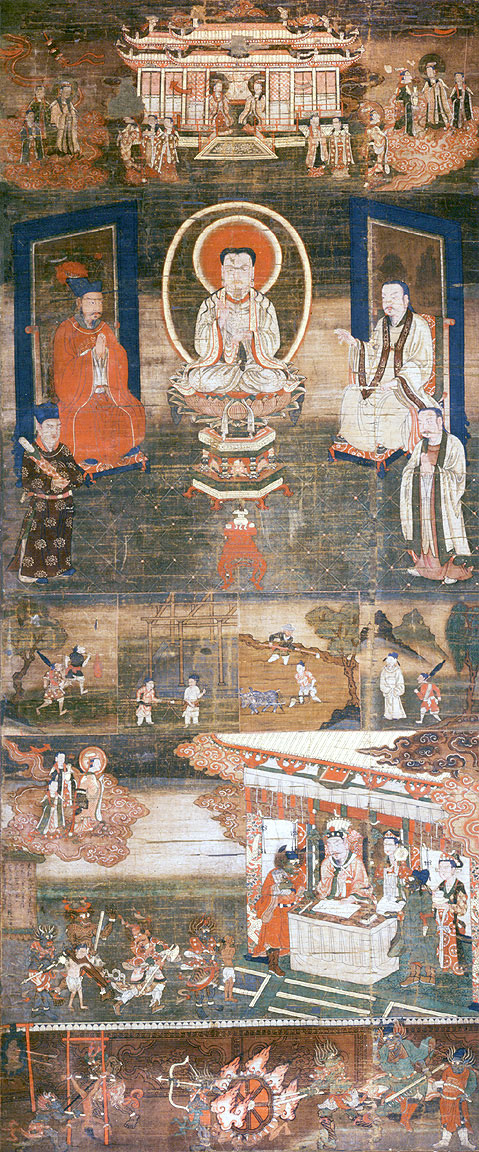
Schilderij op zijde uit de dertiende eeuw. Preek over het onderricht van Mani over de verlossing.Vijf registers van boven naar beneden.1. Het Het bezoek van de Lichtjonkvrouw aan de Hemel 2. Preek uitgevoerd rond een standbeeld van Mani. 3. Staten van goede reïncarnaties. Vier klassen van de Chinese samenleving: Rondreizende arbeiders, vaklieden, boeren en aristocraten. 4. Het oordeel van de Lichtjonkvrouw over de zielen van de overledenen. 5. Staten van slechte reïncarnaties. Martelingen in de hel, een persoon doorboord met pijlen, een persoon die doormidden wordt gezaagd, persoon die verpletterd wordt door een wiel, demonen die op een gevangene wachten.

De missiestrategie van de manicheeërs was voor een deel gebaseerd op het trachten te bekeren van de elite in een missiegebied. In 763 werd het grootste succes van de missie behaald. In dat jaar werd Bogu Khan, de heerser van het Oeigoerse rijk, tot het manicheïsme bekeerd. De elite van het rijk volgde, alsmede een deel van de rest van de bevolking. Het manicheïsme werd de dominante religie in het rijk. De bekering had ongetwijfeld ook strategische motieven. Sogdische handelaren beheersten de oases langs de zijderoute in Turkestan, het gebied dat Centraal-Azië met het westen van China verbond. Invloed langs die route was van vitaal belang voor het Oeigoerse rijk. In die relatie moet die bekering dan ook gezien worden. De bekering werd vastgelegd in een proclamatie. Een kopie daarvan is bewaard gebleven als een inscriptie op een stele in Ordu-Baliq, de hoofdstad van het rijk. Het vermeldt onder meer het gebod op vegetarisme en het verbod op alcohol.
Het China van de Tang-dynastie (618-907) was het decennium daarvoor geconfronteerd met de opstand van An Lushan. De opstand was mede door strijdkrachten van de Oeigoeren neergeslagen, maar de Tang-dynastie was ernstig verzwakt uit de strijd gekomen. De Oeigoeren waren de enige efficiënte strijdmacht die de dynastie nog overeind kon houden. De patronage van de Oeigoeren had tot gevolg dat er in de Chinese hoofdstad Chang'an, alsmede in Luoyang en vier andere steden in het noordelijke en centrale deel van China, manichese tempels konden worden gesticht.
Rond 840 werd het Oeigoerse rijk door de Kirgiezen vernietigd. Het gevolg was een migratie van de Oeigoeren. Het grootste deel vestigde zich in het Tarimbekken en stichtte daar het koninkrijk Qocho dat zijn basis had in een aantal oasesteden als Hami, Kucha, Turpan, Gaochang en Bezeklik. De nabij Dunhuang gevonden manichese manuscripten en de muurschilderingen in grotten dateren van de eerste honderd jaar van dit koninkrijk. In het Tarimbekken mengden deze Oeigoeren zich met groepen van onder meer Tochaarse afkomst. De elite van het koninkrijk Qocho bleef het manicheïsme trouw. Het geloof werd echter in het gebied weer dat van een minderheid, omdat het moest concurreren met het boeddhisme en het nestorianisme. Aan het begin van de elfde eeuw is het manicheïsme uit het gebied verdwenen.
In het noordelijke en centrale deel van China wist het manicheïsme zich tot het midden van de negende eeuw te handhaven. Er werden tientallen teksten vertaald in het Chinees. De Shaburagan werd het bekendste werk in China en was vertaald onder de titel, de Soetra van de Twee Principes. Het manicheïsme werd in China benoemd als de Religie van het Licht en Mani als de Boeddha van het Licht. Een samenvatting in het Chinees van de doctrine had dan ook de titel Compendium van het onderricht van Mani, de Boeddha van het Licht. Mani werd voorgesteld als een emanatie van Laozi, de veronderstelde stichter van het taoïsme. In de Chinese volksreligie was er de overtuiging dat Laozi niet was overleden, maar naar het westen was gereisd waar hij opnieuw als Boedhha zou verschijnen.
Na de val van het Oeigoerse rijk rond 840 viel de patronage van de Oeigoeren weg. In 845 nam de keizer Wuzong (r. 840-846) het besluit om alle buitenlandse godsdiensten in China te verbieden. Het besluit was in de eerste plaats gericht tegen het georganiseerd boeddhisme en was ingegeven door economische motieven. De boeddhistische kloosters hadden enorme rijkdommen verzameld en waren vaak vrijgesteld van betaling van belasting. Het besluit had echter ook consequenties voor het nestorianisme en het manicheïsme. Alle geestelijken van de verboden religies dienden naar een lekenbestaan terug te keren en werden daarna behandeld als alle andere immigranten. De kloosters en tempels van die religies werden gesloten.
Het nog aanwezige manicheïsme wist een toevlucht te vinden in het zuidoosten van China. Het kerngebied werd de omgeving van Quanzhou in de provincie Fujian. De eerdere beschrijving van Mani als emanatie van Laozi maakte het mogelijk de religie als een vorm van taoïsme voor te stellen. Een deel van de manicheeërs in het gebied raakte in de periode van de Song-dynastie (960-1279) aan het begin van de twaalfde eeuw betrokken bij de opstand van de Witte Lotus. Uit bewaard gebleven verslagen van verhoren van betrokkenen is het duidelijk, dat er nog sprake was van kenmerkende manichese overtuigingen. Er wordt gesproken over vegetarische afgodendienaren, afzien van gebruik van alcohol, de overtuiging dat het menselijk bestaan slechts gericht moest zijn op het bereiken van een goddelijke bestemming. Met name het feit dat betrokkenen op geen enkele wijze iets aan voorouderverering deden werd hen zwaar aangerekend. Een lijst in de verslagen van bij hen aangetroffen literatuur maakt ook duidelijk, dat het grootste deel daarvan bestond uit tijdens de Tang-dynastie vertaalde manichese teksten waarin zowel Mani als Jezus voorkomen.
Tijdens de periode van de Mongoolse Yuan-dynastie (1279-1368) was er sprake van een relatief grote tolerantie voor buitenlandse godsdiensten in China. Een van de bij Quanzhou gevonden graven is dat van de bisschop Mar Solomon (overleden 1313). De grafsteen heeft als opschrift Bisschop van de manicheeërs en de nestorianen. In deze periode namen de manicheeërs een voormalig boeddhistisch klooster als manichese tempel in gebruik. Vanaf de tweede helft van de veertiende eeuw trachtte de Ming-dynastie een eind te maken aan alle religieuze bewegingen die geen deel uitmaakten van formeel erkende boeddhistische en taoïstische kloosters. Die vervolging richtte zich ook tegen de manichese gemeenschap in het zuidoosten. In de zestiende, uiterlijk begin zeventiende eeuw was het manicheïsme uit China verdwenen.

## Vervolging en antimanichese geschriften in het westen
Het manicheïsme had op een aantal groepen in het Romeinse rijk een zekere aantrekkingskracht. Ook in die tijd stelden mensen zich de vraag waarom de schepping van een per definitie goede en almachtige christelijke God toch ook zoveel kwaad en onrecht bevatte. Het alternatief van het manicheïsme, het bestaan van het goed en het kwaad als twee van elkaar onafhankelijke en ongeschapen principes, werd door een aantal groepen als meer rationeel beschouwd. Het manicheïsme deed ook geen beroep op het geloof maar op kennis (gnosis).
Soortgelijke noties waren al door eerdere gnostische bewegingen geformuleerd. Die bewegingen hadden echter vaak zowel onderling als intern grote meningsverschillen. Die bewegingen hadden dan ook de neiging te fragmenteren in steeds kleinere groepen. De beweging van Mani was uitstekend georganiseerd en werd strak en hiërarchisch geleid. Het sterk ethische karakter van de religie sprak ook velen aan. De katholieke kerk was in de vijfde eeuw al geïnstitutionaliseerd en zijn revolutionaire karakter van de eerste eeuwen kwijtgeraakt. De geschriften van Mani spraken over de verhouding tussen kerk en staat, lichaam en ziel, onthouding en seksualiteit. Mani had door de manier van organiseren van zijn kerk ook duidelijk gemaakt dat een leer daadwerkelijk nageleefd kon worden. In de vierde en vijfde eeuw werd het manicheïsme in het Romeinse rijk als een serieuze concurrent en bedreiging van het katholieke christendom gezien.

### De vijandige vreemdeling, krankzinnig, ketters en pervers
De eerste antimanichese geschriften waren van niet-christenen. De neoplatonische filosoof Alexander van Lycopolis schreef omstreeks 300 een verhandeling met als titel Tegen de doctrine van Mani. Hij hanteerde niet de in latere christelijke geschriften gebruikelijke beledigende taal, maar concludeerde dat het manicheïsme iedere filosofische onderbouwing miste. De doctrine was niet gebaseerd op logica, maar op een veronderstelde openbaring die in mythische beelden werd verhaald. Dat was een correcte conclusie, maar net als eerdere gnostische bewegingen had het manicheisme ook niet de bedoeling een filosofie te ontwikkelen. Er was geen behoefte aan de formulering van een filosofisch-theoretisch kader om ideeën te verklaren. De manichese teksten waren religieuze teksten en het weten was een religieus weten.
In veel van de overige antimanichese literatuur werden zo negatief mogelijke beelden beschreven. Het eerste antimanichese decreet werd in 297 uitgevaardigd door de heidense keizer Diocletianus en was gericht aan de gouverneur van de Romeinse provincie Africa Proconsularis, het huidige Libië en Tunesië. Hij was de eerste die het element van de vreemdeling uit het vijandige Perzische rijk als een vijfde colonne introduceerde.
De manicheeërs hebben zich recent gevestigd als nieuwe en onverwachte monsterlijkheden in het ras van de Perzen, een natie die ons vijandig is – en hebben zich verspreid over ons rijk, waar zij vele wandaden begaan, die de rust van de mensen verstoort en schade berokkenen aan civiele instituties. Wij hebben reden te vrezen dat zij na enige tijd bescheiden en onschuldige Romeinen zullen besmetten met hun perverse gewoonten en Perzische wetten.
 Dit beeld zou in veel van de latere christelijke literatuur overgenomen worden.
Het tweede opgeroepen beeld ontstond door de verbastering van de naam Mani. Eusebius van Caesarea was de eerste die het Griekse passief deelwoord manes met de betekenis van krankzinnig of krankzinnig worden ging associëren met de naam Mani. Daarna werd het gebruikelijk in christelijke antimanichese geschriften manicheeërs als krankzinnigen voor te stellen.
In de tweede helft van de vierde eeuw werd het derde beeld van ketters geïntroduceerd. De belangrijkste auteurs die dit beeld hanteerden waren Filastrius van Brescia, Serapion van Thmuïs, Epiphanius van Salamis, Theodoretus van Cyrrhus, Efrem de Syriër en Cyrillus van Jeruzalem. Het meest invloedrijk waren de geschriften van Augustinus en Hegemonius. De laatste was de auteur van de Acta Archelai, een verslag van twee fictieve debatten tussen Mani en een eveneens fictieve bisschop Archelaus. De geschriften van deze beide auteurs zouden het beeld in Europa over het manicheïsme tot ver na de middeleeuwen bepalen.
In de geschriften van Augustinus werd ook het vierde beeld van pervers gedrag geïntroduceerd.
In De moribus Manichaeorum (Over de gewoonten van de manicheeërs ) beschreef Augustinus manichese orgiën, waarin onder meer sprake zou zijn van het ritueel consumeren van sperma en menstruatiebloed. Het is een verhaal dat Epiphanius van Salamis al in de Panarion over de gnostische stroming van de borborieten had geschreven. In de vijfde eeuw zou paus Leo I dit beeld verder uitbreiden met verhalen over ontvoeringen van katholieke kinderen die door manicheeërs op rituele wijze seksueel zouden worden misbruikt.

### Wetgevende maatregelen
Vanaf het Concilie van Nicea in 325 was het christendom op weg de officiële godsdienst van het Romeinse rijk te worden. In 372 vaardigden de keizers Valentinianus I en Valens een decreet tegen de manicheeërs uit. Het handelde nog niet om de religie zelf. Het decreet was vooral een veroordeling van het vermeende schandelijke en immorele gedrag van de manicheeërs. In 380 werd het decreet Cunctos populos van de drie keizers Theodosius I, Gratianus en Valentinianus II uitgevaardigd. Het maakte een eind aan de situatie van godsdienstvrijheid in het rijk. Het rooms-alexandrijnse geloof in de triniteit van God werd tot verplichte staatsreligie verheven en al wat daarvan afweek werd tot ketterij verklaard.
In 381 en 382 werd een aantal decreten uitgevaardigd, waarin de manicheeërs schuldig werden verklaard aan verder niet benoemde criminele handelingen. Het werd hen verboden hun persoonlijke identiteit te verbergen door het aannemen van een andere naam. Manicheeërs kregen tevens testamentaire beperkingen opgelegd. Het eerste religieuze aspect blijkt uit het benoemen van manichese kerkdiensten als geheime vergaderingen van de laagste klassen die gericht zijn op het ondermijnen van het katholieke geloof. In Zuid-Frankrijk werd het priscillianisme ervan beschuldigd religieuze noties met dualistische opvattingen ontleend te hebben aan het manicheïsme. Op bevel van keizer Magnus Maximus werden Priscillianus van Ávila en zes medestanders in 385 in Trier als manicheeërs onthoofd. Het waren de eerste terechtstellingen van ketters in Europa. De keizers Valentinianus III en Theodosius II verordenden in 425 de verbanning van manicheeërs uit Rome. Dat werd in 428 gevolgd door een maatregel waarin hun verblijf in alle steden van het rijk verboden werd.
De verovering van Noord-Afrika door de Vandalen (429-439) had tot gevolg dat een aantal groeperingen, waaronder manicheeërs, migreerden naar Italië en vooral Rome. Het aantal manicheeërs in Rome nam juist toe. Paus Leo I opende vanaf 443 een frontale aanval op het manicheïsme. In de volgende twee jaren schreef hij een aantal brieven en hield een aantal toespraken waarin hij het manicheïsme benoemde als onder meer goddeloze fabels en tegenstrijdige monsterlijkheden van leugens. De paus riep de gelovigen op zich tegen de manicheeërs te keren en hun plaatsen van samenkomst bekend te maken aan de priesters van de parochies.
Het getuigt immers van grote godsvrucht om de schuilplaatsen der goddelozen te verraden en in hen degenen die zij dienen, de duivel, te bestrijden. ...Niets is bij hen heilig, niets rein. Zij moeten in het oog worden gehouden, zodat zij niemand schaden; zij moeten worden overgeleverd zodat zij in geen enkel deel van onze stad standhouden. Zeer geliefden, wat wij opdragen, wat wij vragen, zal u tot voordeel strekken voor de rechterstoel van de Heer. Want het is passend dat ook de palmtak van dit werk wordt gevoegd aan de offerande der aalmoezen. Bij dat alles wordt u bijgestaan door de Heer Jezus.
In 445 vaardigde Valentinianus III een nieuwe maatregel uit. De tekst van deze Constitutie Valentiniana was voor een deel gebaseerd op teksten van de brieven van Leo I. De maatregel kan dan ook worden beschouwd als het sluitstuk van het gezamenlijk optreden van de kerkelijke en wereldlijke overheid tegen het manicheïsme in Italië. De maatregel bevestigde eerdere besluiten maar maakte het manicheeërs nu ook onmogelijk om rechtshandelingen te (laten) verrichten.
Het was de laatste wetgevende maatregel tegen het manicheïsme in het West-Romeinse rijk dat in 476 zou verdwijnen. Leo I had in 445 verkondigd dat met deze maatregel het manicheïsme definitief uit Rome was verdwenen. Zijn opvolgers Gelasius I en Symmachus waren echter genoodzaakt verdere acties tegen nog steeds aanwezige manicheeërs te ondernemen zoals het verbranden van boeken en verbanningen. Begin zesde eeuw concludeerde ook paus Hormisdas nog steeds aanwezigheid van manicheeërs en ging over tot martelingen.
In het Oost-Romeinse rijk werd onder keizer Anastasius wetgeving van kracht waarin op het belijden van manicheïsme de doodstraf stond. Onder zijn opvolgers Justinus I en Justinianus I werd het beleid gericht op volledige uitroeiing van het manicheïsme. In nieuwe wetgeving was er ook doodstraf voor voormalige manicheeërs die zich bekeerd hadden tot het orthodoxe christendom, maar weigerden nog aanwezige manicheeërs te verraden. Ook op het bezit van manichese geschriften stond de doodstraf.
De uitverkorenen waren door hun opvallende leefstijl vaak de eerste slachtoffers van de vervolgingen. De manichese gemeenschappen werden daardoor beroofd van hun leiding. De mate van geletterdheid in de gemeenschappen nam sterk af met als gevolg dat manuscripten niet meer werden gekopieerd en kennis niet meer kon worden doorgegeven aan een volgende generatie. In die situatie werd het handhaven en voortzetten van de eigen religieuze identiteit in een steeds vijandiger omgeving een onmogelijke opgave. Het laatste bekende bericht over nog mogelijke aanwezigheid van manicheeërs in het westen is een brief van paus Gregorius I uit omstreeks 600, waarin hij het vermoeden uitspreekt dat er op Sicilië nog steeds een kern aanwezig is. Feitelijk was het manicheïsme uiterlijk begin zevende eeuw niet meer in het westen aanwezig.